# 燃える水車小屋
『燃える水車小屋』（原題:The Burning Mill）はHBOのファンタジー・テレビドラマ・シリーズである『ハウス・オブ・ザ・ドラゴン』のシーズン2の第3話である。David Hancockが脚本を書き、Geeta Vasant Patelが監督した。Hancockにとっては初めての脚本、Patelにとっては2話目の監督作品となった。グウェイン・ハイタワー役でフレディ・フォックスが初登場した。
タイトルは、リヴァーランドで起きた、黒装派と翠装派の最初の戦闘となる「燃える水車小屋の戦い」に由来する。
日本ではU-NEXTが配信した。

## あらすじ

### リヴァーランドにて
最上級の領主であるタリー家当主は老いて旗主たちを制御できず、帰趨定まらないリヴァーランドは両派の争いの鍵となる。
隣接する長年の宿敵であるブラックウッド家とブラッケン家はそれぞれ黒装派と翠装派を支持するが、領地の境界をめぐって戦闘になり多数が死ぬ。「燃える水車小屋の戦い」と呼ばれ、〈双竜の舞踏〉の初めての戦闘となる。
ほぼ廃墟と化している七王国最大の城〈ハレンの巨城〉に、ドラゴンに乗ったデイモンが飛来する。翠装派につくラリス・ストロングを快く思わない、親族で城代のサイモン・ストロングと少数の兵はやすやすとデイモンに降伏する。デイモンは、城に兵を集め自らが王位を狙う野心を示す。夜、デイモンは若き日のレイニラが斬首されたジェヘアリーズ王子の首を縫い合わせる幻視を見る。目覚めたデイモンに、見知らぬ女はここが彼の死地だと予言する。

### 王室領にて
〈王の手〉と〈王の盾〉総帥を兼ねるクリストン・コールは大軍の編成を待たずに急ぎ〈ハレンの巨城〉を取ろうと向かう。コールの出自を蔑む、アリセントの兄グウェインも同行する。グウェインと家来たちは行軍途中、夜の楽しみを求めて村に寄ろうとするが、ドラゴンで偵察する黒装派のベイラ・ターガリエンがこれに気付いて襲い、コールらは命からがら森に逃げ込む。

### ドラゴンストーンにて
エリックとアリックのカーギル兄弟は一つの墓に葬られる。レイニスはレイニラに、アリセントが講和に応じるかもしれず、ドラゴンを使った破滅的な戦争を避けるべきだと語る。レイニラは、ドラゴンを持たない義理の娘レイナ・ターガリエンに幼少の王子たち - ジョフリー、エイゴン、ヴィセーリス -　を託し、母の実家である谷間のアリン家に避難させる。レイナはドラゴンを持たないためにつまらない仕事を与えられたと悲しむも、ドラゴンの卵も託されてと知って希望を持つ。ベイラがハレンの巨城へ向かうクリストン・コールの行軍を報告し、好戦的な参議の男たちはドラゴンを用いた開戦をレイニラに進言するも、レイニラは決断を延ばす。アリック・カーギルの侵入を報告し、ドラゴンストーンに残って仕えるようになった白蛆ミサリアに、直接アリセントと会談する方法の助言を求める。

### キングズランディングにて
クリストンとグウェインの小規模な軍がハレンの巨城に向かったのち、エイゴン王はドラゴンに騎乗して加わろうとするが、ラリス・ストロングが説得して止める。エイゴンはラリスを気に入り〈密告者の長〉に任命する。その夜、エイゴンは〈王の盾〉の騎士たちと売春宿に繰り出し、裸で娼婦と同衾中のエイモンドに出くわす。
レイニラは修道尼に化けてキングズランディングに潜入し、七神正教の聖堂内でアリセントに話しかけて講和を模索する。アリセントは、もはや戦争は止められないと言う。アリセントは亡き王の最後の言葉「約束された王子エイゴン」が、息子エイゴンの即位を望んだものだと信じているが、レイニラはこれが予言「氷と炎の歌」にある祖先エイゴン征服王のことを誤解したものだと気づく。だが会談は物別れに終わる。

## 評判

### 視聴者数
全米での初回放送では110万人が視聴した。